# Caphyra acheronae
Caphyra acheronae is een krabbensoort uit de familie van de Portunidae. De wetenschappelijke naam van de soort is voor het eerst geldig gepubliceerd in 2006 door Takeda & Webber.